# Brückengasse 12 (Limburg an der Lahn)

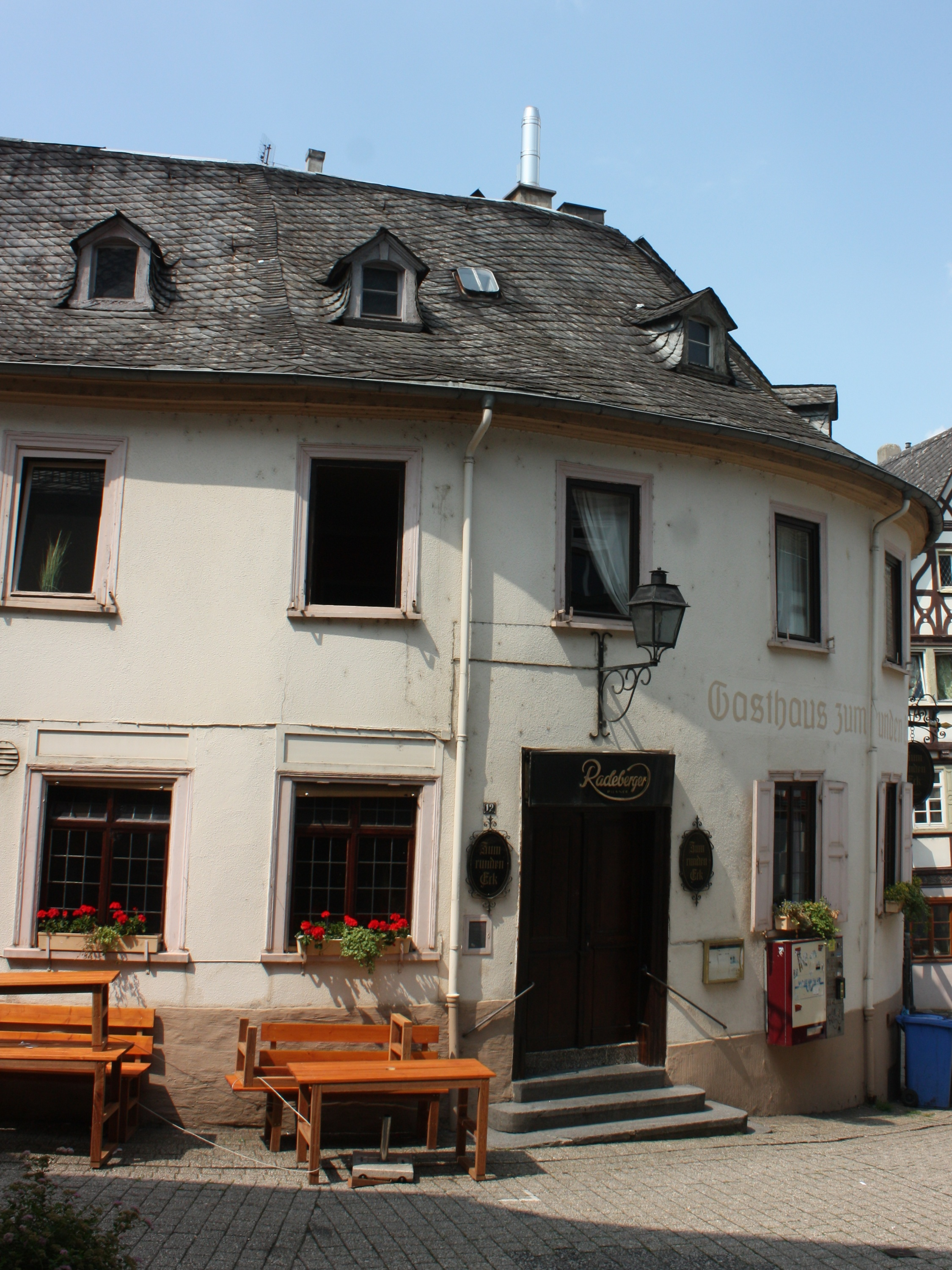
Haus Brückengasse 12 im Sommer 2013

Das Haus Brückengasse 12 (Zum runden Eck) in der mittelhessischen Stadt Limburg an der Lahn ist ein denkmalgeschützter Putzbau auf der Ecke Brückengasse/Fahrgasse.
Seit etwa 1470 befand sich auf dem Grundstück ein Gebäude mit rechteckigem Grundriss, das sich 1684 im Besitz von Jörg Laux befand. Dieses wurde 1788 von der Hofrentkammer erworben und niedergelegt, um Platz für eine Erweiterung der Straße zu schaffen. Der Maurermeister Burkart Reiß ersteigerte den übrigen Platz sowie das erhaltene Material und errichtete den heutigen zweigeschossigen Bau in halbrunder Form. Zudem verband er das Gebäude mit dem benachbarten, heute ebenfalls denkmalgeschützten Haus Fahrgasse 1, was 1825 jedoch zurückgebaut wurde. 1885 wurde in dem Haus eine Gastwirtschaft eingerichtet, die seit 1900 den Namen „Zum runden Eck“ trägt.
Das Haus Brückengasse 12 steht aus geschichtlichen und städtebaulichen Gründen unter Denkmalschutz und ist wie die umstehenden Gebäude Teil der Gesamtanlage Altstadt und Frankfurter Vorstadt.